# Tours-i Szent Márton

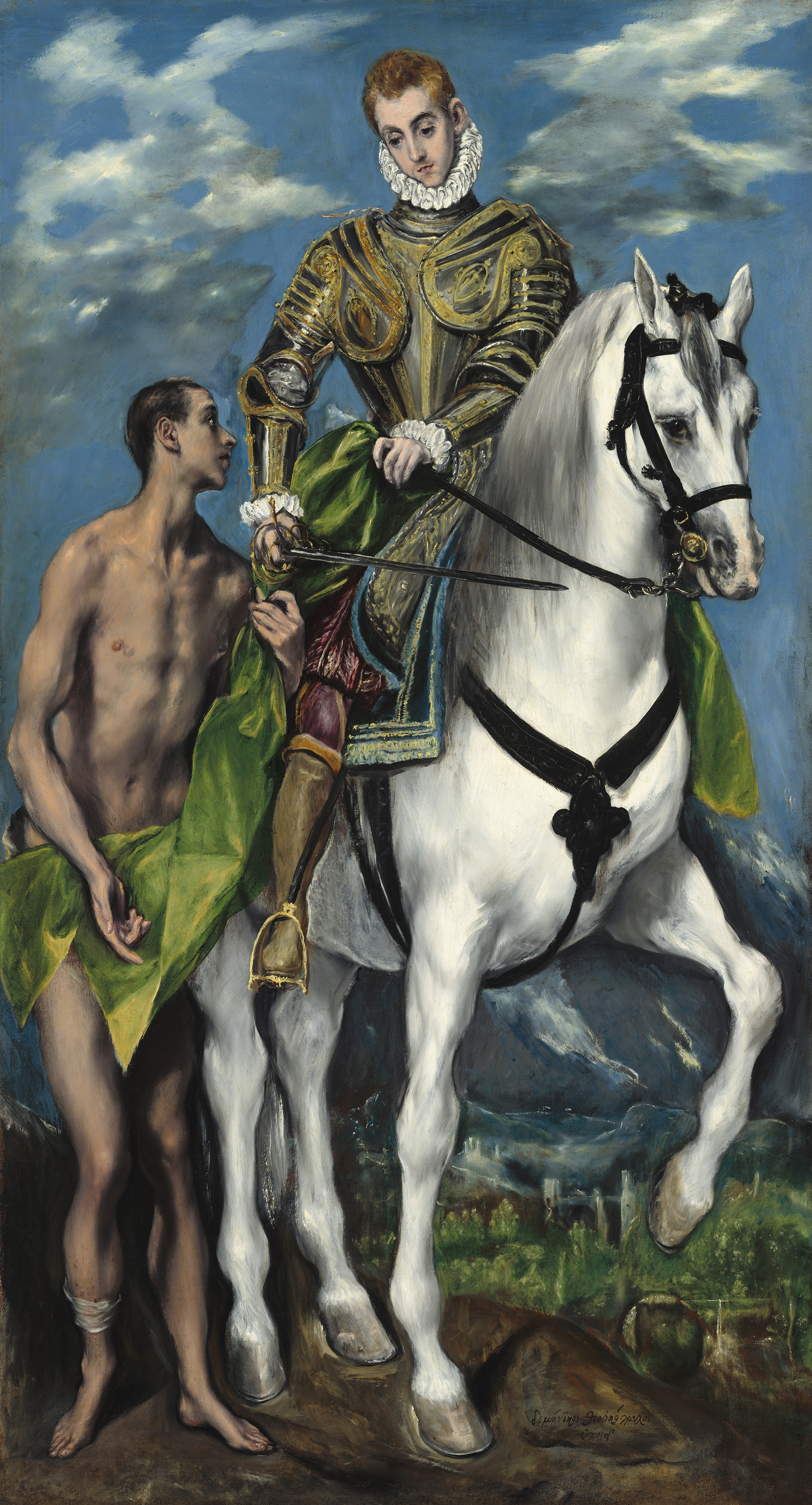
El Greco: Szent Márton és a koldus

Tours-i Márton (latinul: Martinus Turonensis) egyházi nevén Tours-i Szent Márton (Savaria, 316 vagy 317 – Tours, 397. november 8.) Pannonia provinciában született püspök, Tours harmadik püspöke. Franciaország egyik legismertebb keresztény szentjévé vált, a Harmadik Francia Köztársaság védőszentjének hirdették, továbbá számos közösség és szervezet védőszentje lett Európában szerte. 
Pannonia szülötte, fiatalon tért át a kereszténységre. A galliai római lovasságban szolgált, de valamikor 361 előtt felhagyott katonai szolgálatával, amikor Poitiers-i Hilár tanítványa lett, és kolostort alapított Ligugé-ban. 371-ben szentelték fel Caesarodunum (Tours) püspökévé. Püspökként tevékeny volt a gall-római vallás maradványainak elfojtásában, de ellenezte a Priscillianista aszketikus szekta erőszakos üldözését.

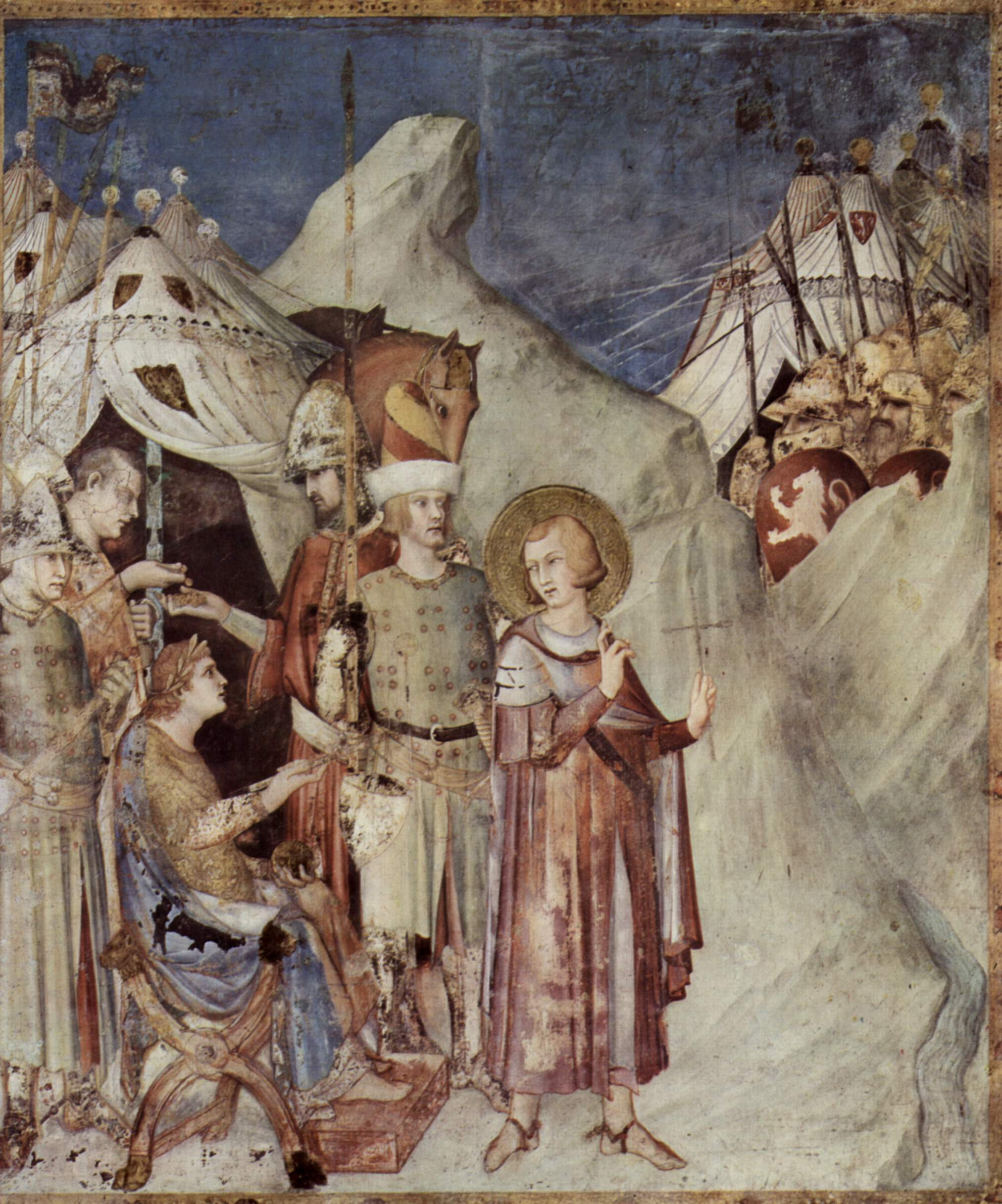
Szent Márton megkeresztelkedése után kilép a hadseregből, mondván: „Krisztus katonája vagyok, így nem harcolhatok!” (Simone Martini freskója)

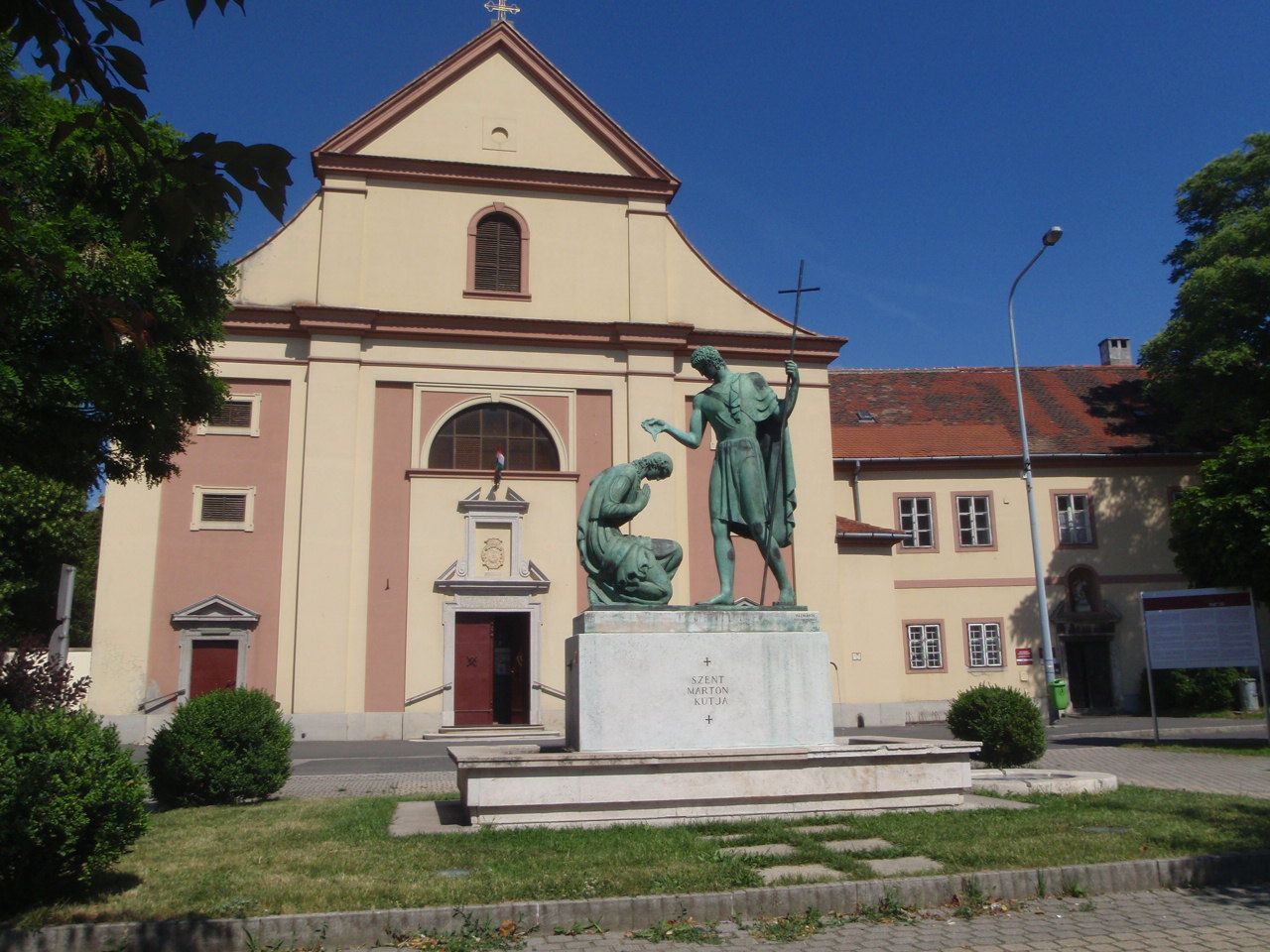
A szülőháza felett álló Szent Márton-templom, Szent Márton-kút, mögötte a Szent Márton Látogatóközpont, Szombathely

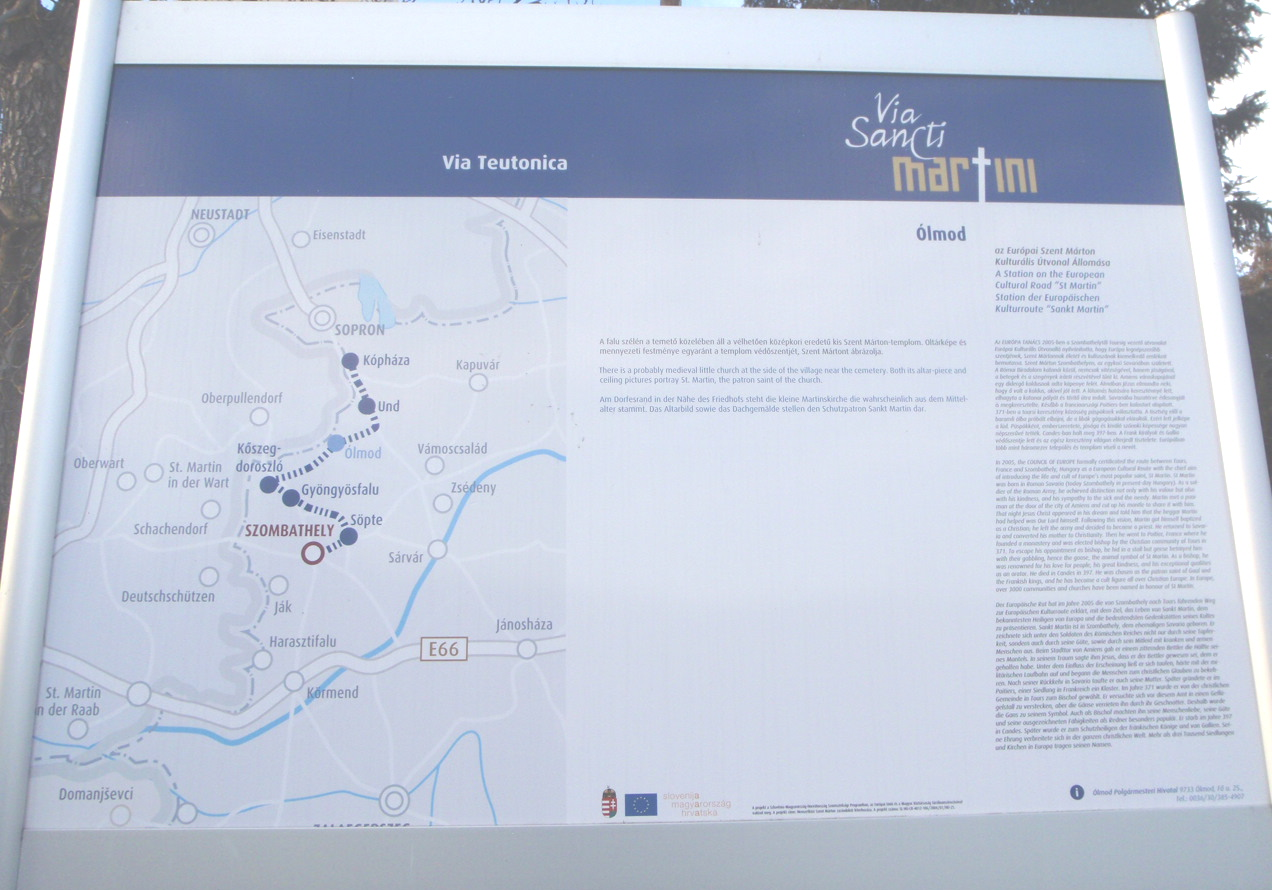
A Szent Márton-zarándokút állomása Ólmodon

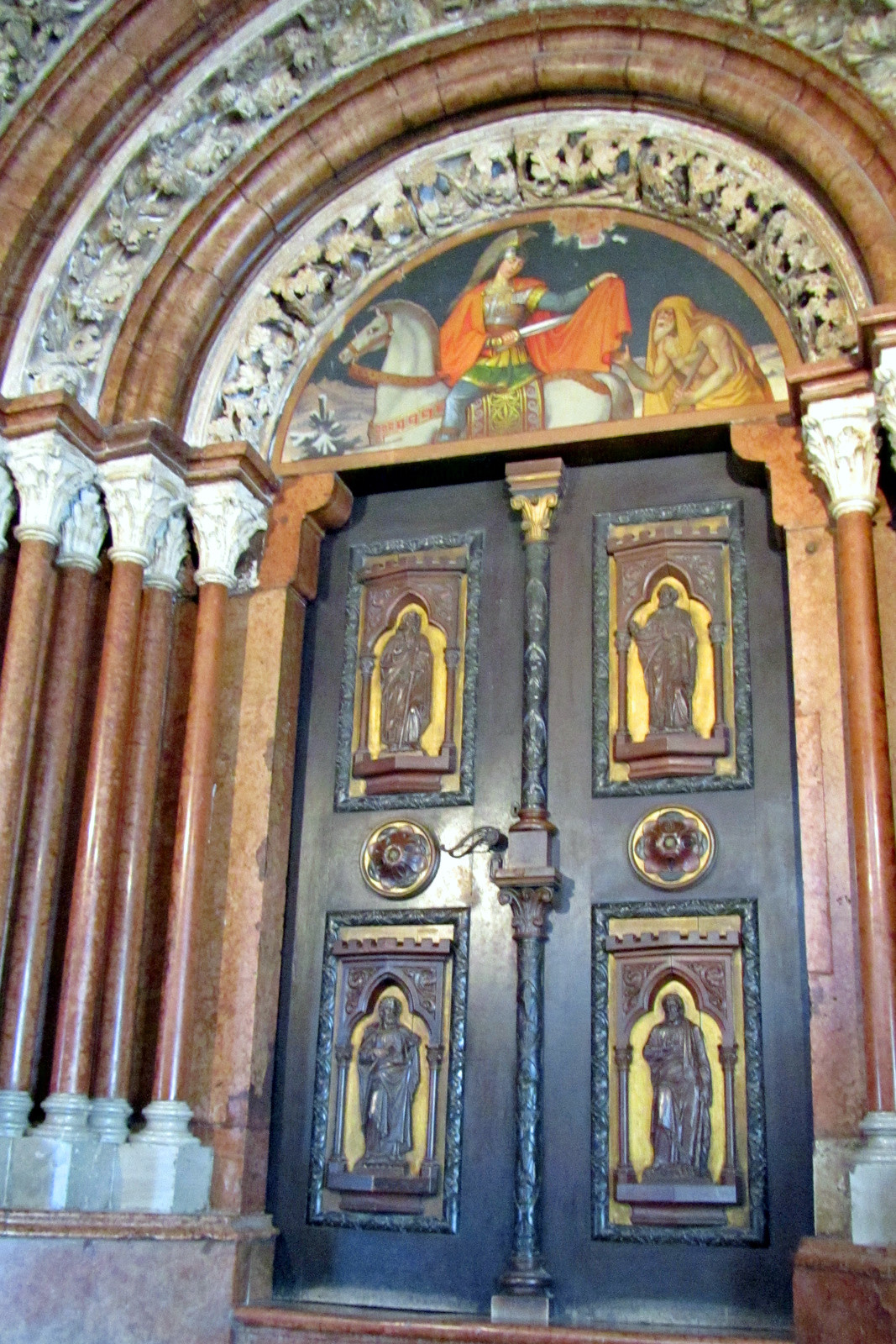
Szent Márton-ábrázolás a Pannonhalmi Bencés Főapátság egyik kapuján

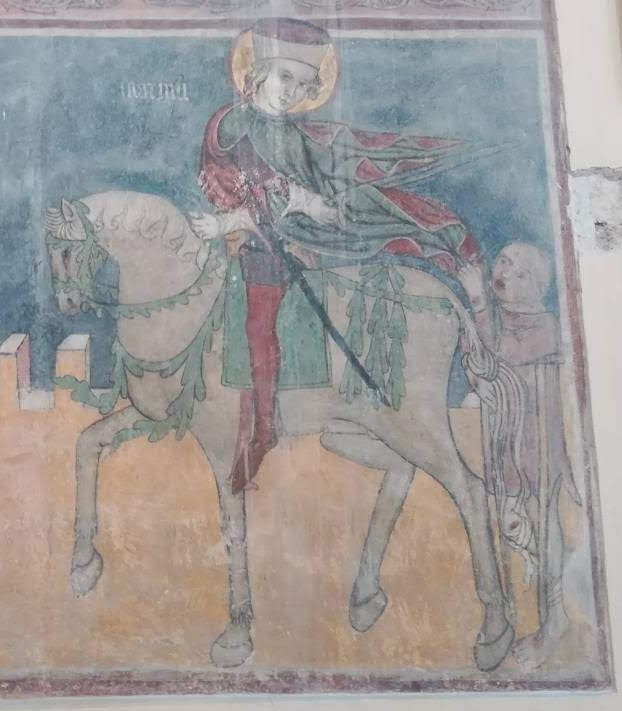
Tours-i Szent Márton 14. századi ábrázolása a zselízi templomban

Életét egy kortárs hagiográfus, Sulpicius Severus jegyezte fel. Utazásairól szóló beszámolók némelyikét interpolálhatták életrajzába, hogy hitelesítsék kultuszának korai helyszíneit. Leginkább arról ismert, hogy kardjával kettévágta köpenyét, annak felét pedig egy rongyokba öltözött koldusnak adta a tél közepén. Tours-i szentélye a spanyolországi Santiago de Compostela felé vezető úton a zarándokok híres megállója lett. Kultusza a francia nacionalizmusban újjáéledt az 1870/1-es francia-porosz háború idején, és ennek következtében Franciaország védőszentjének tekintették a harmadik francia köztársaság idején.

## Élete
Szent Márton a Római Birodalom területén, Savariában (ma Szombathely) született a Kr. u. 316-os vagy 317-es évben. A hagyomány úgy tartja, hogy a szülőháza felett áll a mai Szent Márton-templom. Apja jómódú, pogány katonatisztként szolgált, s jutalomból Itáliában kapott birtokot, a család így ott telepedett le. Gyermekként Ticinumban (ma Pavia) nevelkedett. 12 évesen úgy döntött, felveszi a kereszténységet. Szülei ezt nem nézték jó szemmel; 15 évesen apja akaratára belépett a hadseregbe, fiatal kora miatt 4 évig egy kiképző egységnél szolgált, majd 19 évesen lett legionárius.

### Márton és a koldus
A feljegyzések megemlítik segítőkészségét, jóindulatát. Egy téli este éppen kilépett Ambianensium (ma Amiens) kapuján, amikor nélkülöző koldussal találkozott, akit rablók fosztottak ki és vertek meg. Saját köpenyét kardjával kettévágta, egyik felét a koldus vállára borította. Álmában Jézus jelent meg a koldusnak adott köpenydarabban. 339-ben, 22 évesen megkeresztelkedett.

### Márton és a katonáskodás
341-ben barbárok támadtak Galliára. Az uralkodó személyesen biztatta katonáit és megajándékozta őket. Márton nem akarta elfogadni az ajándékot: eddig a császárt szolgálta, mostantól Istent akarja szolgálni: „Krisztus katonája vagyok, nem szabad harcolnom". Az uralkodó gyávasággal vádolta meg, válaszul Márton másnap fegyverek nélkül akart a csatába indulni. Az ütközet végül is elmaradt, a frank uralkodó békét kért a császártól. Ez nagyon meglepte az embereket, csodának vélték. Márton ezután, 341-ben kilépett a hadseregből, és Poitiers-ba ment. 355-ben Julianus császárral Galliába ment, majd visszatért szülei földjére. Édesanyját megkeresztelte, de apja megmaradt pogánynak.

### Márton száműzetése
A 4. században megerősödött az eretnek ariánus mozgalom. Mártont elűzték Savariából. Ismét Itáliába távozott, Milánóba ment, azonban az ariánusok innen is elűzték. 360-ban megszűnt a veszély, és visszatért Galliába. Itt a falvak lakóinak a térítésével foglalkozott. 361-ben Ligugében megalapította az egyik első európai szerzetes kolostort.

### Márton lúdjai
371-ben Mártont Tours püspökévé választották meg, ő azonban tiltakozott megválasztása ellen. A legenda szerint egy libaólban próbált elrejtőzni, de a ludak elárulták gágogásukkal. Fontos hittérítő munkát végzett, a pogány falvak nagy részét megtérítette. Életét csodák és gyógyulások kísérték.

## Halála
Hivatását haláláig kitartóan gyakorolta, 397. november 8-án hunyt el.
Szemét és kezét folyton az ég felé fordította, és fáradhatatlan lélekkel szüntelenül imádkozott. Mindig hanyatt feküdt, s mikor a papok kérlelték, hogy oldalára fordulva könnyebbüljön meg egy kicsit, azt mondta: „Hagyjátok, testvéreim, hagyjátok, hadd nézzem inkább az eget, semmint a földet, hogy lelkem az Úr felé táruljon.” Ezt mondva meglátta, hogy az ördög is ott van. „Mit állsz itt, te kegyetlen bestia? – szólt rá. – Semmi szennyet nem találsz bennem. Ábrahám kebele fogad be engem!”
Három nap múlva, november 11-én Tours-ban temették el, sírja felett kápolnát emeltek.

## Kultusza, ereklyéje
Márton tisztelete halála után gyorsan terjedt; már életében legendák keringtek jóságáról. A tours-i zsinat 461-ben ünnepet rendelt számára. Tisztelete egyre fokozódott, népszerűvé vált az emberek körében. Sírja felett 476-ban bazilikát építettek, amelyet máig is rengetegen látogatnak. A templom 997-ben leégett, a 11. században építették újjá. Holttestét ereklyeként tisztelik, 1454-ben arany ereklyetartót készítettek számára. 1526-ban a hugenották kifosztották a bazilikát, az ereklyék megsemmisültek, csak néhány csontot sikerült megmenteni. A francia forradalom idejében ismét kifosztották, de az ereklyéknek nem esett bántódásuk; később, 1795-ben új ereklyetartóba helyezték őket. A bazilikát hamarosan lerombolták, és az ereklyéket ideiglenesen egy székesegyházban helyezték el. A sír felett 1863-ban emlékművet emeltek, az új templomot 1886-tól 1902-ig építették, a sír annak kriptájába került. Az ereklyék a Saint-Gatien katedrálisban, a tours-i Szent Márton-bazilikában és egy kisebb koponyacsont a szombathelyi székesegyházban találhatóak.
Szent Márton szülőháza – a legenda szerint – az egykori ókeresztény temető területén álló szombathelyi Szent Márton-templom északi mellékkápolnája, a Szent Márton-kápolna helyén állt. A kápolna bejárata fölött olvasható a felirat: HIC NATUS EST S(anctus) MARTINUS, azaz Itt született Szent Márton. Itt őrzik Szent Márton ujjereklyéjét. A templom előtti kútra 1938-ban állították fel Rumi Rajki István alkotását: Szent Márton megkereszteli édesanyját. Egy újabb kori legenda szerint a templom előtti kút vizével keresztelte meg édesanyját a Sabariába hazalátogató Márton. Szombathely városa 2005. április 28-án bekapcsolódott a Szent Márton Európai Kulturális Útvonalba. Ekkor helyezték el a Szent Márton-templomban, a Márton születési helyére emlékeztető kápolna bejáratánál az útvonal emblémáját, Márton jelképes lábnyomát.
Szent Márton Franciaország védőszentje. Sulpicius Severus írt róla életrajzot, aki személyesen is ismerte a szentet. Alapvetően háromféle csodát tulajdonít neki: gyógyító csodákat, térítő csodákat, valamint részletezi Márton küzdelmét a Sátánnal. Ezek a csodák tipizálhatók, amelyek tematikus rendben helyezkednek el a műben. A szerző részletesen elbeszéli a koldussal tett csodát, amely szerinte eldöntötte, hogy Márton milyen életpályát választ.
Szent Márton Burgenland tartomány védőszentje, ünnepe: november 11. (hl. Martin, Festtag des Landespatrons). Első ízben 1925. november 11-én ünnepelték.
Szent Márton a szülőföldjének, Magyarországnak is védőszentje, ami több tényezőből ered. Egyrészt a hagyomány szerint Márton a pannonhalmi várhegy mellett született 316-ban vagy 317-ben. (Ez a magyarázata annak is, hogy a pannonhalmi bencés monostort és a bazilikáját Szent Mártonnak szentelték, bár a XX. században bebizonyosodott, hogy Márton szülőhelye a mai Szombathellyel azonos.) Másrészt a középkorban a tours-i püspök a királyi hatalom, a királyság védőszentjévé vált, így Szent István király a lázadó Koppány elleni csatájában az ő támogatását kérte. A győzelem után Márton az Árpád-ház, majd a magyar királyok patrónusa és Magyarország védőszentje lett.

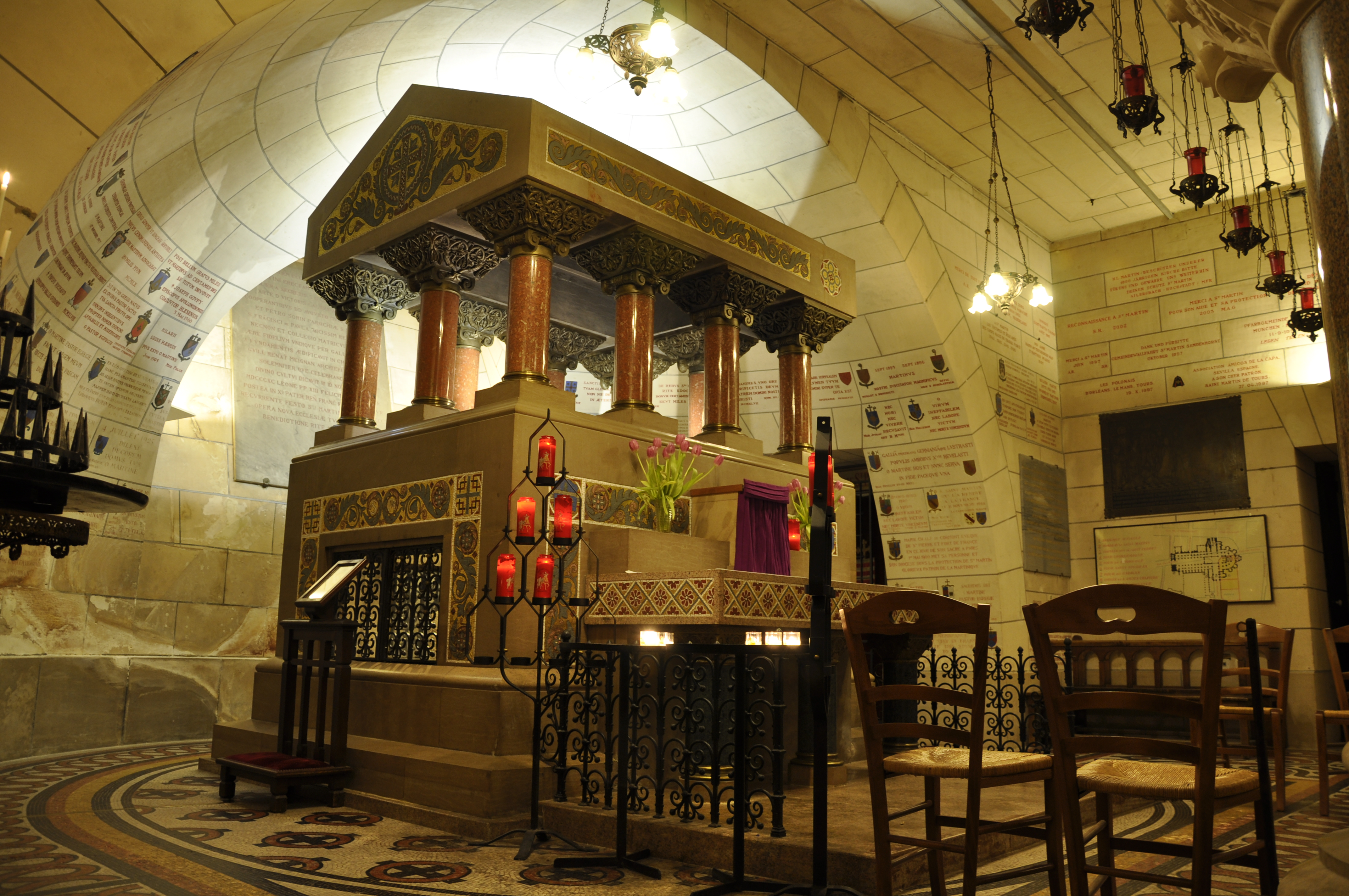
Szent Márton sírja Tours-ban

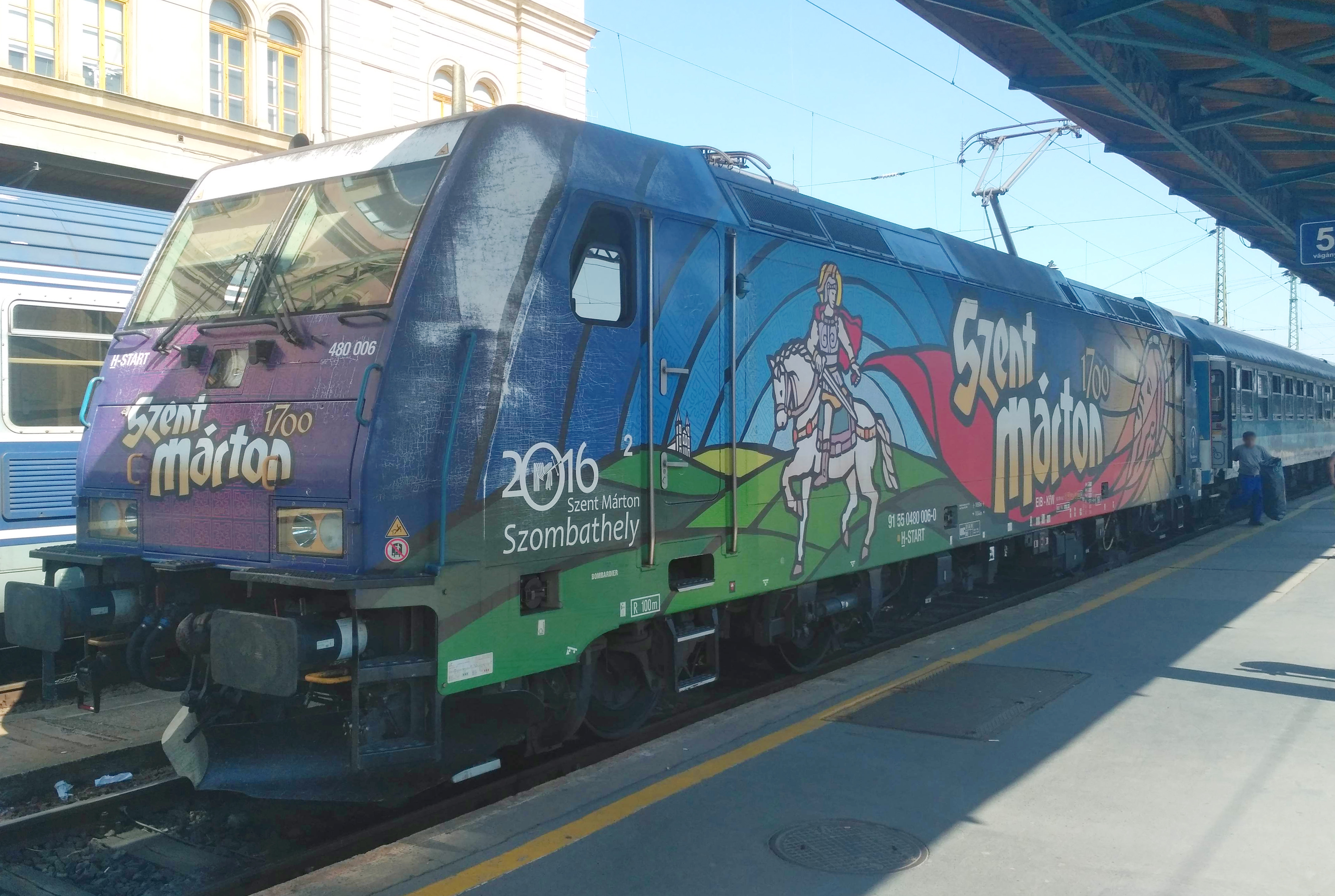
A MÁV 480-as sorozatának egyik mozdonya Szent Márton alakjával

A 2016-os évet Szent Márton-emlékévnek nyilvánította a magyar kormány születésének 1700 éves évfordulója alkalmából.

### Nevét viselő települések
- Berettyószentmárton
- Bükkszentmárton
- Győrszentmárton – ma Pannonhalma
- Hegyszentmárton
- Hegyhátszentmárton
- Kisszentmárton
- Kemenesszentmárton
- Kunszentmárton
- Szentmártonkáta
- Rózsaszentmárton
- Szalkszentmárton
- Szilvásszentmárton
- Tiszaszentmárton
- Tápiószentmárton
- Tótszentmárton
- Zalaszentmárton
- Szigetszentmárton
- Martinsberg – Ausztria
- Martinšćica – Horvátország
- Saint-Martin-du-Var – Franciaország
- San Martino Siccomario – Olaszország
- San Martino del Carso – Olaszország
- Aradszentmárton / Sânmartin – Románia
- Váradszentmárton / Sânmartin – Románia
- Turócszentmárton / Martin – Szlovákia
- Mártonhely / Martjanci – Szlovénia
- Martinsville – USA, Virginia / Illinois / Indiana államokban
- Dicsőszentmárton / Târnăveni, korábban Diciosânmartin – Románia
- Szépkenyerűszentmárton /Sânmartin – Románia
- Nyárádszentmárton – Románia
- Csíkszentmárton /Sânmartin – Románia
- Kóródszentmárton / Coroisânmărtin Románia
- Mezőszentmárton / Sânmărtinu de Câmpie Románia
- Kebeleszentmárton / Kobilje, Szlovénia
- Homoródszentmárton / Mărtiniș, Hargita megye, Románia
- San Martín Texmelucan de Labastida – Mexikó, Puebla állam[7]
- San Martín de las Pirámides – Mexikó, México állam[8]

### Tiszteletére szentelt templomok
Szerte a világban több ezer templomot szenteltek tiszteletére.
- Ukrajna: munkácsi székesegyház
- Egyesült Királyság: Canterbury, London
- Észtország: Valjala
- Franciaország: Tours
- Hollandia: Utrecht
- Magyarország: Bágyogszovát, Balaton, Bogács, Borsosberény, Buják, Csákberény, Doba (szőlőhegyi kápolna), Egerbocs, Feldebrő, Gyöngyösfalu, Halászi, Hévízgyörk, Hollókő, Isaszeg, Kemenesszentmárton, Kópháza, Kunszentmárton, Nőtincs, Ólmod, Pannonhalma, Pétervására, Rajka, Söpte, Szombathely, Tarnaméra, Tataháza, Und, Vörs, Vörösberény,[10] Zsédeny
- Málta: Baħrija
- Németország: Olpe
- Románia: Brassó, Dicsőszentmárton
- Szerbia: Bácsordas, Szépliget
- Szlovákia: Pozsony (dóm)
- Szlovénia: Mártonhely
- Spanyolország: Ourense székesegyház

## Népszokások Magyarországon
Márton napjához, november 11-hez számos népszokás, néphit kapcsolódik Magyarországon, melyek egyrészt Szent Márton és a ludak legendájához kötődnek, másrészt az év végéhez, a mezőgazdasági munkák befejeződéséhez, illetve az advent közeledtéhez.